# 필리프 (스웨덴)

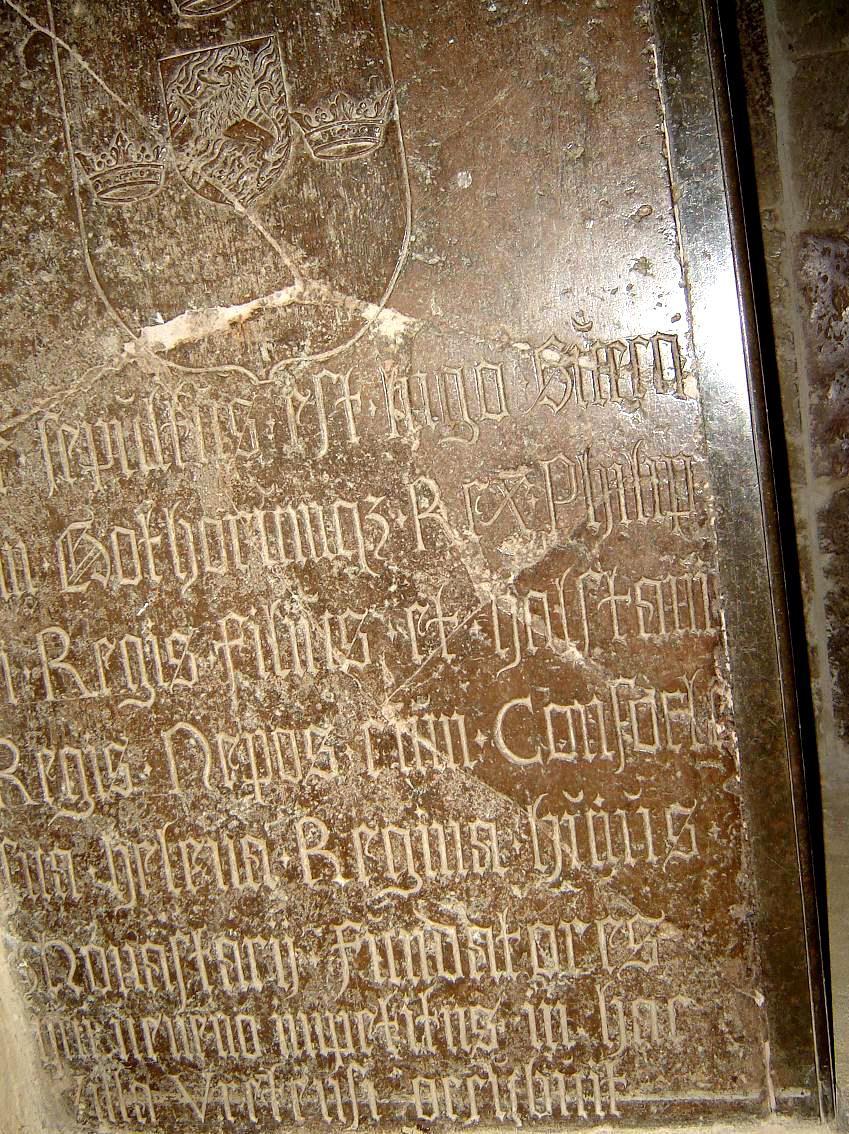
린셰핑의 브레타(Vreta) 수도원에 위치한 잉에 2세 국왕의 묘비의 16세기 탁본. 묘비의 내용은 정확하지는 않지만 교회 제단 근처에 잉에 2세와 필리프의 유골이 함께 매장되어 있음을 알려주고 있다.

필리프(스웨덴어: Filip, 생년 미상 ~ 1118년) 또는 필리프 할스텐손(스웨덴어: Filip Halstensson)은 스웨덴의 국왕(재위: 1105년경 또는 1110년 ~ 1118년)이다. 스텡킬가 출신이다.

## 생애
할스텐 국왕의 아들로 태어났으며 잉에 1세 국왕의 사촌이기도 하다. 1105년경 또는 1110년경에 잉에 1세 국왕이 사망하면서 스웨덴의 국왕으로 즉위했다.
베스테르예틀란드(Västergötland)의 법전인 《베스티에탈라겐》(Västgötalagen)에 따르면 필리프 국왕은 성격이 좋은 국왕이었으며 스웨덴에서 기독교가 전파된 이후에는 어떠한 분쟁에 연루되지 않은 국왕이었다고 한다. 아이슬란드의 사가인 《헤르보르와 헤이드레크의 사가》에 따르면 필리프 국왕은 노르웨이의 하랄 3세 국왕의 딸인 잉에예르(Ingegerd)와 결혼했다고 한다. 1118년경에 사망했으며 그의 시신은 린셰핑의 브레타(Vreta) 수도원에 안치되었다.
| 전임 잉에 1세 | 스웨덴의 국왕 1105년경 또는 1110년경 ~ 1118년경 잉에 2세와 공동 군주 (1110년경 ~ 1118년) | 후임 잉에 2세 |